# ELMC
De ELMC (European Law Moot Court Competition) is een pleitwedstrijd die bestaat sinds 1989. Deze pleitwedstrijd behandelt het domein van het Europees recht en wordt door kenners beschouwd als de meest prestigieuze in zijn soort. Dit blijkt onder andere uit het feit dat de beste rechtsfaculteiten ter wereld deelnemen.
Elk jaar wordt er op 1 september een fictieve casus gepubliceerd op de website van de ELMC. In 2008-2009 gaat de casus over staatssteun gecombineerd met een probleem van vrijheid van vestiging van een vennootschap.

## Verloop
De wedstrijd bestaat uit drie rondes, telkens met afvalling.
De eerste ronde staat open voor alle universiteiten ter wereld (elk jaar doen er universiteiten uit onder meer de Verenigde Staten, Rusland en Brazilië mee). Deze eerste ronde is schriftelijk en bestaat uit het opstellen van conclusies voor de twee partijen (zowel eiser als verweerder). Deze conclusies moeten geredigeerd worden in het Frans of het Engels, met een bijhorende samenvatting in de andere taal.
Voor de tweede ronde worden de 48 beste teams geselecteerd op basis van de ingediende conclusies. In een regionale finale mogen zij hun argumenten mondeling verdedigen. Van elk team (bestaande uit drie of vier deelnemers aangevuld met een coach) moet één deelnemer de rol van Vertegenwoordiger van de Europese Commissie of Advocaat-Generaal op zich nemen. Teams die zich weten te kwalificeren worden geografisch ingedeeld. 
Sinds enkele jaren wordt gezien het groeiende aantal inschrijvingen in het Amerikaanse continent een regionale finale in een Amerikaanse universiteit georganiseerd. In 2009 heeft Boston die taak op zich genomen. Alleen in 2006-2007 werd er geen enkele regionale finale in de VS georganiseerd.
In 2008-2009 vonden de regionale finales plaats in:
- Bangor, Wales
- Napels, Italië
- Sofia, Bulgarije
- Boston, Verenigde Staten

Voorgaande jaren was dat:
- 2004-2005: Madrid, Göteborg, Istanbul, New York.
- 2005-2006: Boston, Dublin, Ljubljana, Bratislava.
- 2006-2007: Maastricht, Zagreb, Pécs, Kiev.
- 2007-2008: Dallas, Maribor, Valencia, Bangor.

De derde ronde vindt steeds plaats in Luxemburg, in de rechtszaal van het Europees Hof van Justitie. Naast een algemene winnaar van de wedstrijd, gaat er ook ieder jaar een prijs naar het team met de beste schriftelijke conclusies, de beste pleiter en de beste vertegenwoordiger van de Europese Commissie / advocaat-generaal.

## Winnaars
De voorgaande jaren werd de wedstrijd onder andere gewonnen door KU Leuven (2019), Harvard, het Europacollege te Brugge en de Universiteit van Maastricht.